# 歴史的地域
歴史的地域 (れきしてきちいき、英語: Historical regions or historical areas) は、現在の国境とは関係なく、ある時点で文化的、民族的、言語的、あるいは政治的基盤をもっていた地理上の領域である。それらの地域は、現在のいかなる政治的、経済的な組織を参照することなく、時代を特定した文化の研究や分析の範囲として使用される。

この見方の根底にある基本的原則は、より古い政治的精神的構造が存在し、現在の世界が理解しているよりも個人の空間的社会的アイデンティティにより大きい影響を与えると考えられ、その世界観 (例えば国民国家への注目とか) に縛られていることが多い。

地域の定義は一様でなく、ヨーロッパのようなマクロ地域や、伝統的な主権国家体制上の領土、あるいはより小さなミクロ地域を含むことがある。地理的な近接は、地域のアイデンティティが出現する必須条件であることが多い。ヨーロッパでは、地域のアイデンティティは民族移動時代に由来することが多いが、現代の視点から見ると、第一次大戦後の領土変容期や、冷戦後の東欧革命に関連することも多い。
いくつかの地域は完全に作り出されたもので、たとえば「中東」は、1902年に米国海軍のアルフレッド・セイヤー・マハンがペルシア湾地域を参照する軍事戦略のために作ったものである。